# 肯巴爾火山
肯巴爾火山是印度尼西亞的火山，位於蘇門答臘島北部兩個斷層的交界處，海拔高度2,245米，山體主要由安山岩組成，火山側翼有數個火山噴氣孔和溫泉。